# Taekwondo-Europameisterschaften
Die Taekwondo-Europameisterschaften im Zweikampf (Kyorugi) sind die von der European Taekwondo Union (ETU) ausgetragenen kontinentalen Meisterschaften im Taekwondo. Erstmals fanden die Titelkämpfe im Jahr 1976 statt, nur einen Monat nach Gründung der ETU. Seitdem werden sie alle zwei Jahre ausgetragen.
Neben den Europameisterschaften werden die ebenfalls biennal stattfindenden „Europameisterschaften in den olympischen Gewichtsklassen“ veranstaltet – diese werden von der ETU organisiert, jedoch nur als G-1-Turnier eingestuft, während die Europameisterschaften als G-4-Turnier klassifiziert werden und damit der wichtigste kontinentale Wettbewerb sind.
Sowohl im Kyorugi- als auch im Pumsae-Bereich werden zusätzlich Para-Europameisterschaften durchgeführt, welche ebenfalls alle zwei Jahre stattfinden.

## Austragungen
Deutschland ist mit vier Austragungen häufigster Gastgeber der Titelkämpfe, gefolgt von Dänemark, Spanien, Russland und der Türkei mit jeweils zwei. Zwölf weitere Länder haben die Titelkämpfe bislang einmal ausgetragen. Sie finden im Zweijahresrhythmus statt.
| Austragung | Datum                      | Austragungsort   | Artikel |
| ---------- | -------------------------- | ---------------- | ------- |
| 01         | 22. bis 23. Mai 1976       | Barcelona        | Details |
| 02         | 20. bis 22. Oktober 1978   | München          | Details |
| 03         | 14. bis 17. Oktober 1980   | Kopenhagen       | Details |
| 04         | 23. bis 26. September 1982 | Rom              | Details |
| 05         | 26. bis 28. Oktober 1984   | Stuttgart        | Details |
| 06         | 3. bis 5. Oktober 1986     | Seefeld in Tirol | Details |
| 07         | 26. bis 29. Mai 1988       | Ankara           | Details |
| 08         | 18. bis 21. Oktober 1990   | Aarhus           | Details |
| 09         | 18. bis 25. Mai 1992       | Valencia         | Details |
| 10         | 28. bis 30. Oktober 1994   | Zagreb           | Details |
| 11         | 26. bis 27. Oktober 1996   | Helsinki         | Details |
| 12         | 23. bis 25. Oktober 1998   | Eindhoven        | Details |
| 13         | 4. bis 7. Mai 2000         | Patras           | Details |
| 14         | 6. bis 10. Mai 2002        | Samsun           | Details |
| 15         | 2. bis 5. Mai 2004         | Lillehammer      | Details |
| 16         | 8. bis 9. Oktober 2005     | Riga             | Details |
| 17         | 26. bis 28. Mai 2006       | Bonn             | Details |
| 18         | 10. bis 13. April 2008     | Rom              | Details |
| 19         | 12. bis 15. Mai 2010       | Sankt Petersburg | Details |
| 20         | 3. bis 6. Mai 2012         | Manchester       | Details |
| 21         | 1. bis 4. Mai 2014         | Baku             | Details |
| 22         | 19. bis 22. Mai 2016       | Montreux         | Details |
| 23         | 10. bis 13. Mai 2018       | Kasan            | Details |
| 24         | 8. bis 11. April 2021      | Sofia            | Details |
| 25         | 19. bis 22. Mai 2022       | Manchester       | Details |
| 26         | 9. bis 12. Mai 2024        | Belgrad          | Details |
| 27         | 2026                       | Nürnberg         | Details |

## Ewiger Medaillenspiegel
| Platz | Land                   | Gold | Silber | Bronze | Gesamt |
| ----- | ---------------------- | ---- | ------ | ------ | ------ |
| 01    | Spanien                | 60   | 48     | 72     | 180    |
| 02    | Türkei                 | 54   | 57     | 51     | 162    |
| 03    | Deutschland            | 48   | 33     | 73     | 154    |
| 04    | Niederlande            | 26   | 28     | 47     | 101    |
| 05    | Frankreich             | 23   | 25     | 51     | 99     |
| 06    | Russland               | 23   | 19     | 33     | 75     |
| 07    | Italien                | 21   | 22     | 56     | 99     |
| 08    | Dänemark               | 18   | 18     | 32     | 68     |
| 09    | Vereinigtes Königreich | 16   | 12     | 33     | 61     |
| 10    | Kroatien               | 15   | 12     | 27     | 54     |
| 11    | Griechenland           | 9    | 11     | 25     | 45     |
| 12    | Aserbaidschan          | 7    | 11     | 15     | 33     |
| 13    | Schweden               | 4    | 9      | 27     | 40     |
| 14    | Österreich             | 3    | 7      | 16     | 26     |
| 15    | Belgien                | 3    | 2      | 10     | 15     |
| 16    | Belarus                | 2    | 1      | 12     | 15     |
| 17    | Ukraine                | 1    | 6      | 7      | 14     |
| 18    | Serbien                | 1    | 5      | 11     | 17     |
| 19    | Schweiz                | 1    | 3      | 3      | 7      |
| 20    | Polen                  | 1    | 1      | 14     | 16     |
| 21    | Israel                 | 1    | 1      | 4      | 6      |
| 22    | Moldau                 | 1    | 1      | 3      | 5      |
| 23    | Portugal               | 1    | 0      | 4      | 5      |
| 24    | Armenien               | 1    | 0      | 0      | 1      |
| 25    | Isle of Man            | 1    | 0      | 0      | 1      |
| 26    | Finnland               | 0    | 2      | 21     | 23     |
| 27    | Norwegen               | 0    | 2      | 8      | 10     |
| 28    | Slowenien              | 0    | 2      | 4      | 6      |
| 29    | Ungarn                 | 0    | 2      | 3      | 5      |
| 30    | Lettland               | 0    | 1      | 0      | 0      |
| 31    | Zypern                 | 0    | 0      | 4      | 4      |
| 32    | Bulgarien              | 0    | 0      | 1      | 1      |
| 32    | Irland                 | 0    | 0      | 1      | 1      |
| 32    | Tschechien             | 0    | 0      | 1      | 1      |
| 32    | Rumänien               | 0    | 0      | 1      | 1      |
|       | Gesamt                 | 341  | 341    | 670    | 1352   |

## Wettbewerbe
Bei den beiden ersten Europameisterschaften wurden jeweils acht Gewichtsklassen für Männer ausgetragen. Es nahmen Athleten aus den zwölf Ländern teil, die an der Gründung der ETU beteiligt waren. 1980 waren es bei den Männern zehn Gewichtsklassen, außerdem nahmen erstmals auch Frauen in sieben unterschiedlichen Gewichtsklassen teil. Das bis heute gültige Format mit acht Gewichtsklassen bei Frauen und Männern wurde seit 1986 ausgetragen. Die Einteilung der einzelnen Klassen wurde oft geändert und orientierte sich immer an den Vorgaben der World Taekwondo Federation (WTF).
In folgenden Gewichtsklassen werden heute bei den Europameisterschaften Wettkämpfe ausgetragen:
| Klassen (mit Angabe der Gewichtsgrenzen) | Klassen (mit Angabe der Gewichtsgrenzen) | Klassen (mit Angabe der Gewichtsgrenzen) |
| Name                                     | Frauen                                   | Männer                                   |
| ---------------------------------------- | ---------------------------------------- | ---------------------------------------- |
| Finnengewicht                            | bis 46 kg                                | bis 54 kg                                |
| Fliegengewicht                           | bis 49 kg                                | bis 58 kg                                |
| Bantamgewicht                            | bis 53 kg                                | bis 63 kg                                |
| Federgewicht                             | bis 57 kg                                | bis 68 kg                                |
| Leichtgewicht                            | bis 62 kg                                | bis 74 kg                                |
| Weltergewicht                            | bis 67 kg                                | bis 80 kg                                |
| Mittelgewicht                            | bis 73 kg                                | bis 87 kg                                |
| Schwergewicht                            | über 73 kg                               | über 87 kg                               |

## Europameisterschaften in den olympischen Gewichtsklassen
| Austragung | Jahr | Datum            | Austragungsort                    | Venue                  | Gesamtsieger | Wettbewerbe |
| ---------- | ---- | ---------------- | --------------------------------- | ---------------------- | ------------ | ----------- |
| 1          | 2015 | 26.–29. März     | Russland, Nalchik                 | Palace of Sports       | Türkei       | 8           |
| 2          | 2017 | 7.–9. Dezember   | Bulgarien, Sofia                  | Asics Arena            | Russland     | 8           |
| 3          | 2019 | 29.–30. November | Irland, Dublin                    | National Sports Campus | Russland     | 8           |
| 4          | 2020 | 10.–11. Dezember | Bosnien und Herzegowina, Sarajevo | Hotel Hills Sarajevo   | Frankreich   | 8           |
| 5          | 2023 | 24.-26. August   | Estland, Tallinn                  | Viru Hotel             | Serbien      | 8           |

## Pumsae-Europameisterschaften
| Austragung | Jahr | Austragungsort        |
| ---------- | ---- | --------------------- |
| 6          | 2005 | Finnland, Turku       |
| 7          | 2007 | Türkei, Antalya       |
| 8          | 2009 | Portugal, Portimão    |
| 9          | 2010 | Usbekistan, Taschkent |
| 10         | 2011 | Italien, Genua        |
| 11         | 2013 | Spanien, La Nucia     |
| 12         | 2015 | Serbien, Belgrad      |
| 13         | 2017 | Griechenland, Rhodos  |
| 14         | 2019 | Türkei, Antalya       |
| 15         | 2021 | Portugal, Seixal      |
| 16         | 2023 | Österreich, Innsbruck |
| 17         | 2025 | Estland, Tallinn      |

## Para-Pumsae-Europameisterschaften
| Austragung | Jahr | Austragungsort        |
| ---------- | ---- | --------------------- |
| 1          | 2023 | Österreich, Innsbruck |